# Georgien i olympiska vinterspelen 2018
Georgien deltog i de olympiska vinterspelen 2018 i Pyeongchang, Sydkorea, med en trupp på fyra atleter (tre män, en kvinna) fördelat på tre sporter.
Vid invigningsceremonin bars Georgiens flagga av konståkaren Morisi Kvitelashvili.